# La Chapelle-Saint-Sulpice
La Chapelle-Saint-Sulpice – miejscowość i gmina we Francji, w regionie Île-de-France, w departamencie Sekwana i Marna. Nazwa miejscowości pochodzi od imienia św. Sulpicjusza.
Według danych na rok 1990 gminę zamieszkiwały 144 osoby, a gęstość zaludnienia wynosiła 23 osób/km² (wśród 1287 gmin regionu Île-de-France La Chapelle-Saint-Sulpice plasuje się na 1031. miejscu pod względem liczby ludności, natomiast pod względem powierzchni na miejscu 597.).